# Agur (moszaw)
Agur (hebr.: עגור) – moszaw położony w samorządzie regionu Matte Jehuda, w Dystrykcie Jerozolimy, w Izraelu.
Leży w górach Judei.

## Historia
Moszaw został założony w 1950 przez imigrantów z Kurdystanu.

## Gospodarka
Gospodarka moszawu opiera się na rolnictwie i sadownictwie.